# ريتشارد لوغو مارتينيز
ريتشارد لوغو مارتينيز (بالإسبانية: Richard Lugo Martínez)‏ (20 يونيو 1992 بلامباريه، باراغواي في باراغواي - ) هو لاعب كرة قدم باراغواياني في مركز جناح ‏. لعب مع نادي أودينيزي ونادي باري وClub Sportivo Carapeguá ‏ وIndependiente F.B.C. ‏ ونادي غواراني (نادي كرة قدم) ونادي غروسيتو.

## وصلات خارجية
- ريتشارد لوغو مارتينيز على موقع قاعدة بيانات كرة القدم.إي يو (الإنجليزية)
- ريتشارد لوغو مارتينيز على موقع Soccerway.com (الإنجليزية)